# NGC 5174
NGC 5174 est une très vaste galaxie spirale barrée située dans la constellation de la Vierge. Sa vitesse par rapport au fond diffus cosmologique est de 7 125 ± 20 km/s, ce qui correspond à une distance de Hubble de 105,1 ± 7,4 Mpc (∼343 millions d'al). NGC 5174 a été découverte par l'astronome germano-britannique William Herschel en 1784. Cette galaxie a aussi été observée par l'astronome américain Lewis Swift le 19 avril 1887 et elle a été inscrite au New General Catalogue sous la cote NGC 5162.
On peut voir assez nettement sur l'image réalisée à partir des données du relevé SDSS une barre au centre de cette galaxie. La classification de spirale barrée (SBc) indiquée par la base de données HyperLeda semble mieux convenir à cette galaxie que celle de spirale ordinaire retenue par les autres sources consultées.
La classe de luminosité de NGC 5174 est III-IV et elle présente une large raie HI. De plus, c'est une galaxie du champ, c'est-à-dire qu'elle n'appartient pas à un amas ou un groupe et qu'elle est donc gravitationnellement isolée. Selon la base de données Simbad, NGC 5174 est une galaxie LINER, c'est-à-dire une galaxie dont le noyau présente un spectre d'émission caractérisé par de larges raies d'atomes faiblement ionisés.
En raison d'une brillance de surface égale à 14,44 mag/am2, on peut qualifier NGC 5174 de galaxie à faible brillance de surface (LSB en anglais pour low surface brightness). Les galaxies LSB sont des galaxies diffuses (D) avec une brillance de surface inférieure de moins d'une magnitude à celle du ciel nocturne ambiant.
À ce jour, 11 mesures non basées sur le décalage vers le rouge (redshift) donnent une distance de 93,118 ± 12,623 Mpc (∼304 millions d'al), ce qui est à l'intérieur des valeurs de la distance de Hubble. Notons que c'est avec la valeur moyenne des mesures indépendantes, lorsqu'elles existent, que la base de données NASA/IPAC calcule le diamètre d'une galaxie et qu'en conséquence le diamètre de NGC 5174 pourrait être d'environ 113,1 kpc (∼369 000 al) si on utilisait la distance de Hubble pour le calculer.

## Supernova
La supernova SN 2007 cd a été découverte dans NGC 5174 le 27 avril 2007 à Yamagata au Japon par l'astronome japonais Koichi Itagaki. Le type de cette supernova n'a pas été déterminé.